# Céline Seigneur
Céline Seigneur (Strasburgo, 7 maggio 1975) è una schermitrice francese, specializzata nel fioretto. Ha vinto una medaglia di bronzo ai Campionati mondiali di scherma.